# Canillas de Aceituno
Canillas de Aceituno és un municipi d'Andalusia, a la província de Màlaga.

## Demografia
| 1991  | 1996  | 2001  | 2004  | 2005  | 2007  |
| ----- | ----- | ----- | ----- | ----- | ----- |
| 2.793 | 2.327 | 2.107 | 2.157 | 2.242 | 2.336 |